# Arrondissement Pontoise
Arrondissement Pontoise (fr. Arrondissement de Pontoise) je správní územní jednotka ležící v departementu Val-d'Oise a regionu Île-de-France ve Francii. Člení se dále na 11 kantonů a 117 obcí.

## Kantony
od roku 2015:
- Cergy-1
- Cergy-2
- Domont (část)
- Ermont
- Franconville (část)
- L'Isle-Adam (část)
- Montmorency (část)
- Pontoise
- Saint-Ouen-l'Aumône
- Taverny
- Vauréal

před rokem 2015:
- Beauchamp
- Beaumont-sur-Oise
- Cergy-Nord
- Cergy-Sud
- Eaubonne
- Ermont
- Franconville
- L'Hautil
- L'Isle-Adam
- Magny-en-Vexin
- Marines
- Pontoise
- Saint-Leu-la-Forêt
- Saint-Ouen-l'Aumône
- Taverny
- La Vallée-du-Sausseron
- Vigny